# Rača (Serbie)
Pour les articles homonymes, voir Rača.
Rača (en serbe cyrillique : Рача) est une ville et une municipalité de Serbie situées dans le district de Šumadija. Au recensement de 2011, la ville comptait 2 595 habitants et la municipalité dont elle est le centre 11 475.
À 5 km de Rača se trouve le village de Viševac qui a vu naître Karageorges, le chef du premier soulèvement serbe contre les Ottomans.

## Histoire
La première mention de Rača remonte à 1489.

## Localités de la municipalité de Rača

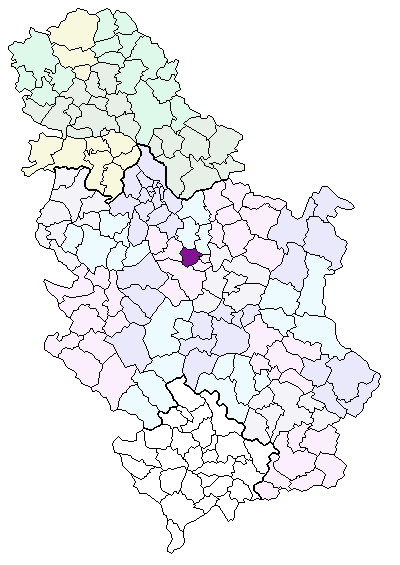
Localisation de la municipalité de Rača en Serbie

La municipalité de Rača compte 18 localités :
- Adrovac
- Borci
- Bošnjane
- Veliko Krčmare
- Viševac
- Vojinovac
- Vučić
- Donja Rača
- Donje Jarušice
- Đurđevo
- Malo Krčmare
- Miraševac
- Popović
- Rača
- Saranovo
- Sepci
- Sipić
- Trska

Rača est officiellement classée parmi les « localités urbaines » (en serbe : градско насеље et gradsko naselje) ; toutes les autres localités sont considérées comme des « villages » (село/selo).

## Démographie

### Ville

#### Évolution historique de la population dans la ville
| 1948  | 1953  | 1961  | 1971  | 1981  | 1991  | 2002  | 2011  |
| ----- | ----- | ----- | ----- | ----- | ----- | ----- | ----- |
| 1 017 | 1 315 | 1 351 | 1 751 | 2 305 | 2 729 | 2 744 | 2 595 |

## Politique

### Élections locales de 2012
À la suite des élections locales serbes de 2012, les 31 sièges de l'assemblée municipale de Rača se répartissaient de la manière suivante :
| Parti                                | Sièges |
| ------------------------------------ | ------ |
| Liste « Dragana Živanović »          | 12     |
| Parti démocratique                   | 11     |
| Parti socialiste de Serbie et alliés | 4      |
| Parti progressiste serbe             | 4      |

Dragana Živanović, née en 1973, a été réélue présidente (maire) de la municipalité.